# Korsvikfjorden
Korsvikfjorden er en fjordarm af Kristiansandsfjorden i Kristiansand kommune i Agder fylke i Norge. Den er 2,5 kilometer lang, og har indløb fra Byfjorden ved Revholmane og går mod  nord mellem Prestøya i vest og Dvergsnes på fastlandet i øst. Odderhei ligger på østsiden af fjorden, sydøst for centrum  i Kristinsand. Helt inderst i fjorden går en smal kile med en lystbådehavn nogle hundrede meter længere ind.